# Малий Єнісей
Малий Єнісей (монг. Бахтахын-Гол; тув. Каа-Хем, Ка-Хем; рос. Малый Енисей) — річка в Азії, у крайній південно-західній частині Східного Сибіру (на кордоні з Західним Сибіром), протікає територією аймаку Хувсгел (Монголія) та Республіки Тиви (Росія). Ліва складова Єнісею. Належить до водного басейну річки Єнісею → Карського моря.

## Географія
Існують кілька версій визначення русла Малого Єнісею. З них основними є дві: «російська» та «монгольська», які засновані на визначенні русла вище 238-го кілометра від гирла.

### «Російська версія»
За цією версією назва Малий Єнісей використовується для річки, яка витікає з Тере-Хольської котловини, ця річка вище впадіння в неї правої притоки Сариг-Ерн іменується на тих же картах Баликтиг-Хем. За цією версією Малий Єнісей від Тере-Хольської котловини тече переважно в північному напрямку і за 238 км від гирла прийнявши праву притоку — річку Кизил-Хем — змінює напрямок течії на переважно західний. При цьому довжина Малого Єнісею становить 563 км і він повністю протікає по території Росії.
Верхів'я річки називається Баликтиг-Хем, координати витоку 50°22′28″ пн. ш. 96°23′50″ сх. д. / 50.37444° пн. ш. 96.39722° сх. д.

### «Монгольська версія»
Ця версія присутня на радянських топографічних картах Генштабу (де одночасно співіснує з т. зв. «російською версією»), в той же час сучасні російські топографічні карти, випущені Держгісцентром Росреестра, послідовно дотримуються саме «монгольської версії», бо на них річка Шишгіт-Гол показана як верхня течія Малого Єнісею, а присутня в цій якості в «російській версії» річка, що витікає з Тере-Хольської котловини, на сучасних російських топографічних картах (на всіх аркушах топографічних карт масштабу 1:100 000 і 1:50 000) показана тільки під назвою Баликтиг-Хем.
За «монгольської версії» за 238 км від гирла Малий Єнісей приймає ліву притоку — річку Баликтиг-Хем. При цьому довжина малого Єнісею становить 615 км. Протікає по території монгольського аймаку Хувсгел та російською Республікою Тива.
Бере свій початок при злитті Мунгараг-Голу та Гунин-Голу в північній Монголії під назвою Бахтахин-гол, пізніше Шишгіт-Гол (монг. Шишгэд гол). Координати витоку: 50°47′8″ пн. ш. 99°11′22″ сх. д. / 50.78556° пн. ш. 99.18944° сх. д.

### Нижня течія
Вище села Сариг-Сеп, зліва впадає остання велика притока, Бурен, що збирає стік з навітряного боку хребта Хорумнуг-Тайга (з тувинської Скеляста тайга), що належить до системи східного Танну-Ола, а також через невелику річку Мажалик з озера Чагитай. Закінчується в місті Кизил, зливаючись на висоті 619 м з правою твірною — Великим Єнісеєм, утворює річку Верхній Єнісей (тув. Улуг-Хем), за 3487 км від гирла Єнісею.
Площа басейну — 58700 км². Повне падіння рівня русла (за монгольською версією) від витоку до гирла становить 996 м, що відповідає 
середньому похилу русла — 1,62 м/км.

## Гідрологія

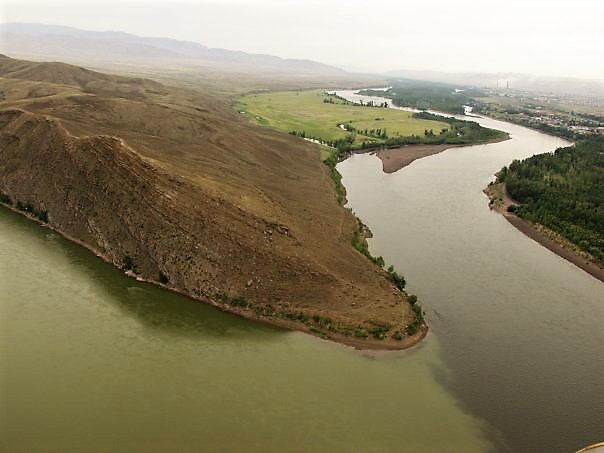
Злиття Малого та Великого Єнісею

Живлення річки змішане, снігове та дощове.
За період спостереження протягом 23 років (1974–1999) на станції у м. Кизил, за 2 км від гирла, середньорічна витрата води води становила 410,19 м³/с для водного басейну 58600 км², що становить більше 99 % від загальної площі басейну річки, яка становить 58700 км². Величина прямого стоку в цілому по цій частині басейну становила — понад 220,9 міліметри на рік, яку слід вважати великою, принаймні для регіону Республіки Тиви, бідного на опади.
За період спостереження встановлено, що мінімальний середньомісячний стік становив 96,04 м³/с (у березні), що становить менше 9,4 % максимального середньомісячного стоку, який відбувається у червні місяці та становить майже — 1024,43 м³/с і вказує на велику амплітуду сезонних коливань.
За період спостереження, абсолютний мінімальний місячний стік (абсолютний мінімум) становив 76,3 м³/с (у межень березня 1979 року), абсолютний максимальний місячний стік (абсолютний максимум) становив 1680 м³/с (у червні 1977 року).

## Притоки
Річка Малий Єнісей приймає понад шість десятків приток, завдовжки понад 10 км. Найбільших із них, завдовжки понад 50 км — більше десятка, із них понад 100 км — 6 (від витоку до гирла):
| Назва притоки          | Довжина,(км) | Площа водозбірного басейну, (км²) | Відстань від гирла р. Малий Єнісей, (км) | Витрата води,(м³/с) |
| ---------------------- | ------------ | --------------------------------- | ---------------------------------------- | ------------------- |
| → Хегийн гол           | >120         |                                   |                                          |                     |
| → Бусеін-гол (Бус-гол) | 129          | 2380                              | 238+101                                  |                     |
| ← Билин (Билин-Бажен)  | 130          | 3200                              | 238+93                                   |                     |
| ← Кадир-Ос (Тот-хем)   | 55           | 420                               | 238+87                                   |                     |
| → Улуг-Шивей (Сайлик)  | 117          | 1470                              | 179                                      |                     |
| ← Ужеп (Тот-хем)       | 76           | 1060                              | 177                                      |                     |
| → Мизин (Сизим)        | 86           | 880                               | 144                                      |                     |
| → Бурен (Брень)        | 156          | 6010                              | 114                                      |                     |
| ← Дерзиг               | 109          | 1620                              | 106                                      |                     |
| ← Копто (Хобто)        | 58           | 600                               | 83                                       |                     |